# Eris tricolor
Eris tricolor là một loài nhện trong họ Salticidae.
Loài này thuộc chi Eris. Eris tricolor được Carl Ludwig Koch miêu tả năm 1846.